# Коротка розмова

Кадри з кліпу

«Коротка розмова» — пісня українського гурту Гудімов.
Кліп було відзнято у квітні 2005 року, він потрапив до книги рекордів Гіннеса за рекордно швидку зйомку: його було знято, змонтовано і показано в ефірі телеканалу М1 усього за 3 години 28 хвилин.